# Werner Skrotzki
Werner Skrotzki (* 21. Oktober 1950 in Hannoversch-Münden) ist ein deutscher Physiker.

## Wissenschaftlicher Werdegang
Werner Skrotzki studierte Physik an der Universität Göttingen von 1971 bis 1977 und promovierte 1980 auch dort bei Peter Haasen zum Thema Mechanismen der Plastizität von Ionenkristallen. Daraufhin trat er eine Stelle als wissenschaftlicher Mitarbeiter am Institut für Metallphysik der Universität Göttingen an. Von 1983 bis 1984 hatte er eine Stelle als Postdoc am Materials Science Department der Cornell-Universität in Ithaca, NY, USA inne und arbeitete danach wieder bis 1989 als wissenschaftlicher Mitarbeiter an der Universität Göttingen, diesmal am Institut für Geologie und Dynamik der Lithosphäre. Während dieser Zeit forschte er im Rahmen des kontinentalen Tiefbohrprojekts in der Oberpfalz. Im Jahr 1990 habilitierte er sich zum Thema Geologische Bedeutung von Mikrostrukturuntersuchungen mittels Transmissionselektronenmikroskopie, in dessen Folge er ein dreijähriges Forschungsstipendium der Heisenberg-Stiftung erhielt.
Im Jahr 1993 wurde er zum Professor für Metallphysik an das Institut für Kristallographie und Festkörperphysik der Technischen Universität Dresden berufen. Von 2003 bis 2009 war er Studiendekan sowie von 2004 bis 2017 geschäftsführender Direktor des Instituts für Strukturphysik der TU Dresden. In dieser Zeit hatte er 2002, 2003 und 2006 jeweils einmonatige Gastprofessuren an der Universität Metz inne. Seit 2016 hält er eine Vakanz-Seniorprofessur an der TU Dresden.
Für seine Forschungsleistungen erhielt er unter anderem 2011 die Tammann-Gedenkmünze der Deutschen Gesellschaft für Materialkunde und den THERMEC Distinguished Award 2018.

## Forschungsschwerpunkte
- Wachstum, Textur- und Spannungsentwicklung von intermetallischen Seltenerd-Schichtsystemen
- Textur- und Mikrostrukturuntersuchungen an Molybdänblechen zur Optimierung industrieller Prozesse
- Zyklische Plastizität von elektrodeponiertem submikrokristallinem Nickel
- Texturmessungen mittels hochenergetischer Synchrotronstrahlung an tordiertem NiAl
- Texturbildung in ECAP und ARB verformten Metallen
- Dynamische Rekristallisation von Titan-Aluminiden
- Einfluss der Realstruktur auf den magnetischen Formgedächtniseffekt
- Untersuchung der Variantenselektion bei Phasenumwandlungen

## Publikationen
- Werner Skrotzki, Klaus Weber und Angelika Wedel: The geological significance of microstructures in crystalline rocks. E. Schweizerbart, Stuttgart 1992
- Werner Skrotzki: Mechanismen der Plastizitaet von Ionenkristallen. Dissertation, Universität Göttingen, 1980